# Farrukhnagar
Farrukhnagar (panjabi ਫ਼ਰੁਖ਼ਨਗਰ, hindi फ़रुख़नगर) fou un antic estat tributari protegit amb capital a Farrukhnagar, una ciutat avui al districte de Gurgaon a Haryana a 28° 27′ N, 76° 49′ E / 28.45°N,76.82°E que consta al cens del 2001 amb una població de 9.520 habitants, sent capital d'un block de desenvolupament.

## Història del principat
El territori fou concedit a Fawjdar Khan Baloch vers el 1715, per l'emperador mogol Farrikhsiyar, com a governador. Fawjdar va rebre el govern de Rohtak el 1732 i en honor de l'emperador va fundar una nova ciutat que va anomenar Farrukhnagar; hauria rebut el títol de nawab el 1734 amb el títol de Dalel Khan. El 1738 va rebre també el govern del territori d'Hissar a la mort del seu nawab Shahdad Khan. El país vivia del negoci de la sal una explotació que després va deixar de ser rendible a l'inici del segle XX i fou cancel·lada el 1923.
A la seva mort, Fawjdar Khan va llegar al seu fill nawab Kamgar Khan, un domini important format pels districtes d'Hissar i Rohtak, i part de Gurgaon i altres territoris que tot seguit foren annexionats pels sobirans sikhs phulkians de Jind i Patiala. Hissar i els territoris al nord van ser assaltats en aquests temps repetidament pels sikhs tot i els esforços dels bhattis i les forces imperials. Kamgar Khan va conservar probablement la totalitat de Rohtak i Gurgaon fins a la seva mort el 1760. Posteriorment el seu successor, el fill Musa Khan, va perdre part del territori. Vers 1756 l'emperador Alamgir va cedir als seus parents Bahadur Khan i Tadj Muhammad Khan Baloch, un jagir del qual la ciutat principal Sharafabad fou rebatejada Bahadurgarh; poc temps després Farrukhnagar va caure en mans dels jats de Suraj Mal de Bharatpur (vers 1760) però Musa la va recuperar (vers 1771) uns anys després de la mort del cap jat (1763).
El 1857 el nawab governant Ahmed Ali Khan es va unir a la rebel·lió nacional junt als nawabs de Rewari, de Jhajjar (Abdur Rahman Khan), i de Bahadurgarh (Raja Nahar Singh), als caps bhattis d'Hissar i de Sirsa, i a la tribu dels meos. El seu territori fou confiscat el 1858 i annexionat al territori britànic, i ell mateix penjat.

## Domini britànic
Farrukhnagar va ser elevada a municipalitat el 1867. El 1901 tenia una població de 6.136 habitants.

## Llocs interessants
- Sheesh Mahal, palau del nawab
- Fortalesa de Farrukhnagar
- Jama Masjid (mesquita del Divendres)
- Baoli Ghaus Ali Shah, un baoli o dipòsit d'aigua escalonat cap avall, baoli conegut també com d'Ali Gosh Khan
- Sethani Ki Chhatri, cenotafi
- Sita-Ram Mandir, temple hindú
- Diversos havelis
- Capella de Budho Mata a Mubarakpur, a 5 km
- Estació de tren de Farrukhnagar
- Sultanpur National Park a la carretera de Gurgaon, principalment per ocells migratoris